# Trachypithecus phayrei
Il presbite di Phayre o langur di Phayre (Trachypithecus phayrei Blyth, 1847) è un primate catarrino della famiglia dei cercopitecidi: in particolare appartiene alla tribù dei Presbytini (sottofamiglia Colobinae).

## Distribuzione
Con tre sottospecie (Trachypithecus phayrei phayrei, Trachypithecus phayrei crepusculus e Trachypithecus phayrei shanicus), questo animale è diffuso in un areale che comprende Bangladesh, India nord-orientale, Myanmar, Cina meridionale, Thailandia, Laos e Vietnam. Predilige le aree di foresta pluviale, ma colonizza anche le machcie di bambù ed i boschi di conifere, così come le piantagioni.

## Descrizione

### Dimensioni
Misura circa 130 cm di lunghezza, per un peso di circa 7 kg. I maschi sono più grossi e pesanti rispetto alle femmine.

### Aspetto
Il pelo è grigio-bruno sul dorso, mentre il ventre è di colore biancastro: braccia, gambe e coda sono di color grigio argenteo. La faccia, glabra, le mani e la punta della coda sono di colore nero, mentre attorno alle labbra ed agli occhi è presente un cerchio di colore bianco, similmente al presbite dagli occhiali (Trachypithecus obscurus). Sulla testa il pelo è lungo e ricade all'indietro.

## Biologia
Si tratta di animali diurni ed arboricoli, che solo occasionalmente scendono al suolo. Vivono in gruppi di una ventina di individui, comprendenti uno o più maschi, ognuno con il proprio harem. Ciascun gruppo occupa un proprio territorio, che viene strenuamente difeso dagli intrusi.

### Alimentazione
Si nutre delle foglie di un gran numero di alberi. Uno studio svoltosi a Tripura, in India, ha riscontrato preferenze per gli alberi di Albizzia procera, Melocanna bambusoides, Callicarpa arborea, Dillenia pentagyna, Litsea sp., Albizzia lebbek, Mikania scandens, Gmelina arborea, Artocarpus chaplasha, Syzygium fruticosum, Ficus fistulosa, Ficus racemosa, Ficus hispida, Ficus indica, Macaranga denticulata e Albizzia stipulata.

## Conservazione
La IUCN red list classifica Trachypithecus phayrei come specie in pericolo di estinzione (endangered).